# Равна (локалитет)
Равна је археолошки локалитет римског и рановизантијског кастела на десној обали рукавца Дунава наспрам Поречке аде. Штитио је прелаз преко Дунава (преко Поречке аде и бројних пешчаних спрудова са њене северне стране), као и део лимеса између два велика каструма, Великог Градца (Taliata) и Градца на Лепени (Smorna).
На Поречкој ади констатовани су трагови римске куле која је уништена изградњом цркве у 18. веку. Претпоставља се да је Campsa била царинска погранична станица (portorium). Имао је готово квадратну основу, димензија 40x42m, оријентисану угловима према странама света, са спољашњим, офанзивним кулама на угловима и по једном офанзивном квадратном кулом на југоисточном и северозападном бедему. Облик кула различит је у касноантичкој и рановизантијској фази градње утврђења. Старије куле су квадратног облика, а млађе су различите: на југу правоугаоне са апсидом ка југоистоку, на западу потковичасте, на северу квадратне са апсидом ка североистоку, на истоку квадратне.
Археолошка истраживања открила су четири периода живота античке Campse. Из првог периода (крај 1. и почетак 2. века) потиче оскудан културни слој изнад здравице и грађевина од лаког материјала у северном углу кастела. Други период (2. и прва половина 3. века), коме припада и велика грађевина у северном делу утврђења, карактерише интензивни живот у кастелу. Трећем периоду (од 3. века до Хунске најезде средином 5. века) припада старије утврђење, док је четврти период (трајао све до пада лимеса пред Аварском инвазијом у Подунавље крајем 6. века) доба Јустијанове обнове дунавске границе, када је подигнуто рановизантијско утврђење, које је следило план касноантичког кастела, са том разликом што су бедеми надзидани и куле проширене апсидама. О раноцарском утврђењу нема никаквих података, иако величина грађевине из 2—3. века указује да је било знатно већих димензија од каснијих. Претпоставља се да је подигнуто као логистика дачким ратовима за владавине Домицијана или Трајана, крајем 1. и почетком 2. века, а да је реконструисано у време династије Севера.
У раном средњем веку, током 9—11. века у унутрашњости кастела формирано је насеље кућа од лаког материјала, а у 14—15. веку настала је некропола.
Налазиште Равна потопљено је ђердапском акумулацијом.